# Camilo Santana
Camilo Sobreira de Santana (Crato, 3 de junho de 1968) é um engenheiro agrônomo, professor e político brasileiro. Filiado ao Partido dos Trabalhadores (PT), é, desde 2023, o ministro da Educação do Brasil e senador (licenciado) pelo Estado do Ceará .
Formado em Engenharia Agronômica e mestre em Desenvolvimento e Meio Ambiente pela Universidade Federal do Ceará (UFC), atuou nestas áreas como analista ambiental do Instituto Brasileiro do Meio Ambiente e dos Recursos Naturais Renováveis (IBAMA) e professor. Participou de uma eleição pela primeira vez em 2000, quando concorreu à prefeitura de Barbalha pelo Partido Socialista Brasileiro (PSB), a qual disputou novamente quatro anos depois filiado ao PT. De 2007 a 2014, integrou os governos de Cid Gomes no Ceará como secretário do Desenvolvimento Agrário e das Cidades; neste período, em 2010, foi eleito deputado estadual. Em 2014, venceu a eleição para governador do Ceará, sendo reeleito em 2018 com a maior votação da história. Também pelo estado, elegeu-se senador em 2022 com recorde de eleitorado.

## Origens, formação e trabalho
Filho de Ermengarda Maria de Amorim Sobreira e Eudoro Walter de Santana, Camilo Santana nasceu em 3 de junho de 1968 no município cearense do Crato. Seu pai, tal como o filho, ocupou cargos públicos, tendo sido deputado estadual, secretário e diretor em instituições governamentais e atuando, principalmente, nas gestões de agronomia e recursos hídricos do Ceará. Camilo formou-se no Centro de Ciências Agrárias da UFC, onde, durante a graduação, foi diretor do Centro Acadêmico Dias da Rocha e do Diretório Central dos Estudantes, e, depois, cursou mestrado em Desenvolvimento e Meio Ambiente. Tornou-se via concurso público analista ambiental e, entre 2003 e 2004, superintendente adjunto do IBAMA no Ceará, e foi professor e coordenador do curso de Saneamento Ambiental da Faculdade de Tecnologia CENTEC, em Juazeiro do Norte.

## Carreira política
Em 2000, Camilo candidatou-se a prefeito de Barbalha pelo PSB, terminando a disputa em quarto lugar, com 2 427 votos válidos. Concorreu novamente ao cargo em 2004, desta vez filiado ao PT, e recebeu 9 925 votos, posicionando-se em segundo lugar. Em 2006, auxiliou na coordenação, no Cariri, da campanha de Cid Gomes ao governo do Ceará. Com sua eleição, Camilo foi nomeado no ano seguinte secretário do Desenvolvimento Agrário, cargo que exerceu até 2010, quando foi eleito deputado estadual, com 131 171 votos, o maior número do pleito. De 2011 a 2014, licenciou-se das atividades na Assembleia Legislativa para assumir a Secretaria das Cidades do Ceará, novamente indicado por Cid.
Em 2014, Camilo candidatou-se a governador do Ceará, tendo sido escolhido em uma convenção liderada pelo PT e pelo Partido Republicano da Ordem Social (PROS), ao qual Cid era filiado. Seu nome era cogitado anteriormente para suceder o então governador, mas enfrentava resistência de integrantes do partido de Cid, que preferiam um nome próprio para sucedê-lo. O PROS terminou por indicar a professora e ex-secretária de Educação do Estado Izolda Cela como vice de chapa de Camilo na coligação Para o Ceará Seguir Mudando, integrada por outros dezesseis partidos. Ele iniciou a disputa eleitoral estando atrás do principal adversário, o senador Eunício Oliveira, nas pesquisas de opinião, passando a crescer à medida em que os eleitores o conheciam como o candidato de Cid ao governo estadual. Camilo terminou o primeiro turno da eleição com 2 039 233 votos, ou 47,81% dos válidos, e avançou para o segundo turno com Eunício, que obteve o voto de 1 979 499 eleitores, 46,41% do total. À frente do senador neste período da campanha nas pesquisas, Camilo foi eleito com 2 417 668 votos (53,35% do total) sobre os 2 113 940 (46,65%) de Eunício.

### Governo do Ceará (2015–2022)

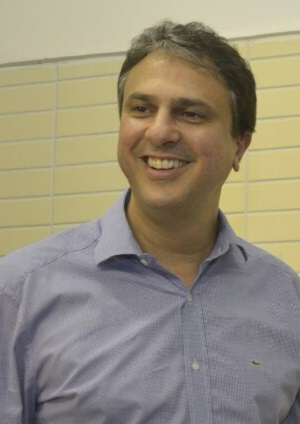
Camilo em 2015

Entre as ações do governo de Camilo, houve o avanço do Ceará em índices de aprendizagem nacional: escolas públicas com baixos níveis socioeconômicos obtiveram nota acima da média estabelecida pelo Instituto Nacional de Estudos e Pesquisas Educacionais Anísio Teixeira para o ensino médio da rede estadual, o que foi apontado por profissionais da educação como resultado do aumento de instituições de ensino em áreas pobres do estado e da equidade em ações pedagógicas para estudantes de diferentes condições sociais. No Índice de Desenvolvimento da Educação Básica, o Ceará registrou evolução nos cinco anos iniciais do ensino fundamental, e no ensino médio, saltou da 12.ª para a 4.ª colocação nacional.
Quando assumiu o governo, Camilo enfrentou uma crise hídrica, considerada a maior do Ceará desde 1910. Neste período, os açudes do estado estavam operando com baixo volume total, e o Açude Castanhão, que abastecia a Região Metropolitana de Fortaleza, quase ficou esgotado. Sua gestão trabalhou na perfuração de mais de cinco mil poços profundos e estabeleceu a cobrança de uma tarifa de contingência para a redução do consumo de água em Fortaleza e cidades próximas.
Em seu governo, Camilo investiu no que chamou de "trinca de hubs": o aéreo, da parceria entre a Gol Linhas Aéreas Inteligentes e a Air France-KLM; o portuário, entre o Porto do Pecém e o Porto de Roterdã; e o de dados, pelo lançamento de cabos submarinos de fibra óptica da Angola Cables. Ainda no primeiro ano de seu mandato, Camilo apresentou um projeto para que Fortaleza recebesse o hub da TAM Linhas Aéreas, que pretendia instalá-lo em uma capital da região Nordeste — estavam na disputa Natal e Recife —, chegando a reunir ex-governadores, como Adauto Bezerra, Gonzaga Mota, Tasso Jereissati, Ciro Gomes e Cid Gomes, além de adversários políticos, em um evento suprapartidário pelo centro de conexão.
Em 2018, Camilo candidatou-se à reeleição ao governo estadual, tendo novamente Izolda Cela, agora do Partido Democrático Trabalhista (PDT), como vice de chapa; sua coligação, Por um Ceará Cada Vez Mais Forte, foi integrada por outros catorze partidos. Apoiado por uma grande aliança política e disputando com uma oposição fragilizada, além de ter o menor índice de rejeição entre os concorrentes, Camilo foi reeleito no primeiro turno com 3 457 556 votos, ou 79,96% do eleitorado total, tornando-se o governador do Ceará mais votado da história. Seu principal adversário, General Theophilo, obteve 488 438 votos, 11,30% dos válidos.
Em 2020 enfrentou um motim da polícia militar cearense. Os policiais, sob a liderança política do ex-deputado federal Cabo Sabino, decidiram se amotinar, pleiteando aumento salarial. A proposta foi discutida pelo governo e pelos líderes dos representantes dos policiais, que alegaram que com o reajuste, os seus salários ficariam inferiores ao ano anterior, devido à inflação. O motim ganhou apoio indireto do governo federal nas redes sociais, sendo repreendido por parte da mídia e por vários lideres de esquerda. O motim durou treze dias, iniciando em 13 de dezembro de 2019, e repercutiu nacionalmente pelo aumento na violência no estado e a ineficácia do governo estadual em resolver o problema. Em um dos episódios, o senador Cid Gomes usou uma retroescavadeira para tentar retirar os amotinados de um batalhão da polícia em Sobral, sendo alvejado a tiros pelos revoltosos. Tendo em vista o agravamento da situação e dificuldade de se obter uma solução em curto prazo, o governador Camilo pediu ao presidente Jair Bolsonaro para enviar a Força Nacional para a operação de Garantia da Lei e da Ordem (GLO) no Ceará. Após dias de paralisação, o motim foi encerrado sem nenhum ganho para os policiais, pois as cláusulas do acordo firmado são expressões já existentes na legislação atual.
No âmbito estadual, no entanto, o governador Camilo Santana apresentou uma Proposta de Emenda à Constituição Estadual (PEC), que proíbe a anistia de policiais amotinados no estado, afirmando ainda que "essa medida se faz imperiosa diante da gravidade e dos prejuízos que tais movimentos, ilegítimos por natureza, acarretam para toda a sociedade cearense, em evidente desrespeito à ordem jurídica e constitucional".

### Candidatura a senador (2022)
Em 2022, Camilo renunciou ao cargo de governador do Ceará para concorrer a uma vaga de senador, tornando Izolda Cela a primeira mulher a comandar o Executivo cearense. Camilo havia expressado sua preferência pela reeleição de Izolda em uma aliança entre o PT e o PDT, mas o segundo optou por lançar Roberto Cláudio como postulante ao governo estadual; o PT rompeu com o partido e terminou por anunciar como candidato Elmano de Freitas, eleito no primeiro turno. O ex-governador, que concorreu pela coligação Ceará Cada Vez Mais Forte, venceu a eleição com 3 389 513 votos, ou 69,80% dos válidos, sendo o mais votado para senador da história do Ceará, superando o recorde de 2018 de Cid Gomes.

### Ministério da Educação (2023–presente)
Após ser eleito senador, Camilo integrou a equipe do governo de transição do presidente eleito Luiz Inácio Lula da Silva coordenando o grupo técnico de Desenvolvimento Regional. No final de 2022, Lula escolheu Camilo para comandar o Ministério da Educação (MEC) de seu governo a partir de 2023; o anúncio foi visto como resultado das colocações do Ceará em avaliações da qualidade de ensino no Brasil durante seus mandatos como governador. Antes de assumir, Camilo convidou Izolda, anteriormente cotada a exercer o cargo, para integrar sua equipe como secretária-executiva do MEC. Com a indicação de Camilo, a primeira suplente de sua candidatura ao Senado Federal Augusta Brito passou a exercer a vaga.
| Ano  | Eleição                | Candidato a       | Partido | Coligação                                                                                            | Votos     | Resultado  |
| ---- | ---------------------- | ----------------- | ------- | --- | --------- | ---------- |
| 2000 | Municipais de Barbalha | Prefeito          | PSB     | Barbalha da Gente (PSB/PT/PCdoB/PV)                                                                  | 2.427     | Não eleito |
| 2004 | Municipais de Barbalha | Prefeito          | PT      | Frente Barbalha Diferente (PDT/PT/PPS/PHS/PV)                                                        | 9.925     | Não eleito |
| 2010 | Estaduais no Ceará     | Deputado Estadual | PT      | PRB/PT/PMDB/PSB                                                                                      | 131.171   | Eleito     |
| 2014 | Estaduais no Ceará     | Governador        | PT      | Para o Ceará seguir Mudando (PRB/PDT/PT/PTB/PSL/PRTB/PHS/PMN/PTC/PV/PEN/PPL/PSD/PCdoB/PTdoB/SD/PROS) | 2.417.668 | Eleito     |
| 2018 | Estaduais no Ceará     | Governador        | PT      | Por um Ceará Cada Vez Mais Forte (PT/PDT/PP/PSB/PR/PTB/DEM/PCdoB/PPS/PRP/PMN/PPL/PATRI/PRTB/PMB)     | 3.457.556 | Eleito     |
| 2022 | Estaduais no Ceará     | Senador           | PT      | Ceará Cada Vez Mais Forte(PT/PCdoB/PV/MDB/PRTB/PSOL/REDE/Solidariedade/PP/PROS)                      | 3.389.513 | Eleito     |